# Canadá en la Copa Mundial de Rugby de 2019
La Selección de rugby de Canadá fue uno de los 20 participantes de la Copa Mundial de Rugby de 2019 que se realizó en Japón.
Fue la novena participación de los Cannucks en la Copa Mundial de Rugby.

## Plantel
El 3 de septiembre, Canadá hizo público los 31 jugadores que forman la selección de la Copa Mundial de Rugby de 2019.
El 11 de septiembre, el ala lesionado Justin Blanchet fue reemplazado por el segunda línea Josh Larsen en la selección para la Copa Mundial.
Entrenador jefe:  Kingsley Jones
| Posición       | Nombre                 | Fecha de nacimiento      | Encuentros | Club                   |
| -------------- | ---------------------- | ------------------------ | ---------- | ---------------------- |
| hooker         | Eric Howard            | 5 de septiembre de 1993  | 23         | New Orleans Gold       |
| hooker         | Benoit Piffero         | 21 de mayo de 1987       | 24         | Blagnac SCR            |
| hooker         | Andrew Quattrin        | 29 de agosto de 1996     | 3          | Toronto Arrows         |
| pilar          | Hubert Buydens         | 4 de enero de 1982       | 55         | New Orleans Gold       |
| pilar          | Jake Ilnicki           | 24 de febrero de 1992    | 36         | Seattle Seawolves      |
| pilar          | Cole Keith             | 7 de mayo de 1997        | 14         | Toronto Arrows         |
| pilar          | Djustice Sears-Duru    | 24 de mayo de 1994       | 49         | Seattle Seawolves      |
| pilar          | Matt Tierney           | 4 de julio de 1996       | 20         | Castres Olympique      |
| segunda línea  | Conor Keys             | 2 de agosto de 1995      | 16         | sin equipo             |
| segunda línea  | Evan Olmstead          | 21 de febrero de 1991    | 31         | sin equipo             |
| segunda línea  | Mike Sheppard          | 20 de diciembre de 1988  | 8          | Toronto Arrows         |
| segunda línea  | Josh Larsen            | 4 de abril de 1994       | 12         | New England Free Jacks |
| ala            | Kyle Baillie           | 7 de abril de 1991       | 28         | New Orleans Gold       |
| ala            | Matt Heaton            | 9 de febrero de 1993     | 25         | Rugby ATL              |
| ala            | Lucas Rumball          | 2 de agosto de 1995      | 32         | Toronto Arrows         |
| N.º 8          | Tyler Ardron           | 16 de junio de 1991      | 34         | Chiefs                 |
| N.º 8          | Luke Campbell          | 1 de noviembre de 1984   | 12         | Toronto Arrows         |
| medio scrum    | Phil Mack              | 18 de septiembre de 1985 | 57         | Seattle Seawolves      |
| medio scrum    | Jamie Mackenzie        | 28 de febrero de 1989    | 19         | Toronto Arrows         |
| medio scrum    | Gordon McRorie         | 12 de mayo de 1988       | 43         | Calgary Hornets        |
| medio apertura | Shane O'Leary          | 3 de diciembre de 1993   | 13         | Nottingham             |
| medio apertura | Pat Parfrey            | 1 de noviembre de 1991   | 30         | Toronto Arrows         |
| centro         | Nick Blevins           | 11 de noviembre de 1988  | 62         | Calgary Hornets        |
| centro         | Ciaran Hearn           | 30 de diciembre de 1985  | 70         | sin equipo             |
| centro         | Ben LeSage             | 24 de noviembre de 1995  | 15         | Calgary Canucks        |
| centro         | Conor Trainor          | 12 de mayo de 1989       | 34         | USO Nevers             |
| wing           | Jeff Hassler           | 21 de agosto de 1991     | 24         | Seattle Seawolves      |
| wing           | Taylor Paris           | 6 de octubre de 1992     | 27         | Castres Olympique      |
| wing           | D. T. H. van der Merwe | 28 de abril de 1986      | 58         | Glasgow Warriors       |
| zaguero        | Andrew Coe             | 8 de abril de 1996       | 11         | Markham Irish          |
| zaguero        | Peter Nelson           | 5 de octubre de 1992     | 4          | sin equipo             |

## Partidos de preparación
- Canadá participó en la Pacific Nations Cup 2019 como preparación al torneo.

| 24 de agosto de 2019 | Canadá | 35 - 38 | Leinster Rugby | Tim Hortons Field, Hamilton |  |

| 30 de agosto de 2019 | Canadá | 45 - 13 | BC All-Stars | Westhills Stadium, Langford |  |

| 7 de septiembre de 2019 | Canadá | 15 - 20 | Estados Unidos | BC Place, Vancouver |  |

## Participación

### Grupo B
| Posición | Selección     | Partidos | Partidos | Partidos  | Partidos | Tries a favor | Tantos  | Tantos    | Tantos     | Puntos extra | Puntos |
| Posición | Selección     | Jugados  | Ganados  | Empatados | Perdidos | Tries a favor | A favor | En contra | Diferencia | Puntos extra | Puntos |
| -------- | ------------- | -------- | -------- | --------- | -------- | ------------- | ------- | --------- | ---------- | ------------ | ------ |
| 1        | Nueva Zelanda | 4        | 3        | 1         | 0        | 22            | 157     | 22        | +135       | 2            | 16     |
| 2        | Sudáfrica     | 4        | 3        | 0         | 1        | 27            | 185     | 36        | +149       | 3            | 15     |
| 3        | Italia        | 4        | 2        | 1         | 1        | 14            | 98      | 78        | +20        | 2            | 12     |
| 4        | Namibia       | 4        | 0        | 1         | 3        | 3             | 34      | 175       | –141       | 0            | 2      |
| 5        | Canadá        | 4        | 0        | 1         | 3        | 2             | 14      | 177       | –163       | 0            | 2      |

#### Partidos
| 26 de septiembre de 2019, 16:45                          | Italia | 48 – 7  | Canadá                                                                            | Fukuoka Hakatanomori Stadium, Fukuoka                                                                    | |
|                                                          | Tries: Steyn 7' Budd 12' Negri 43' Try penal 58' Bellini 61' Zani 72' Minozzi 78' Conversiones: (3/4) Allan 8', 13', 44' (1/2) Canna 73' Penal: (1/1) Allan 2' | Reporte | Try: · 68' Coe · Conversión: · 70' Nelson (1/1) · Tarjeta: · 58' hasta 68' Heaton | Árbitro(s): Nigel Owens Jueces de touch: Wayne Barnes Karl Dickson Television Match Official: Rowan Kitt | Árbitro(s): Nigel Owens Jueces de touch: Wayne Barnes Karl Dickson Television Match Official: Rowan Kitt |
| Djustice Sears-Duru (Canadá) alcanzó los 50ª test match. | |         |                                                                                   | | |

| 2 de octubre de 2019, 19:15 | Nueva Zelanda | 63 – 0  | Canadá | Oita Stadium, Oita                                                                                               | |
|                             | Tries: try penal 5' J. Barrett 9' Williams 17' B. Barrett 36' Ioane 41' S. Barrett 45' Frizell 47' Weber 50', 57' Conversiones: (8/8) Mo'unga 10', 19', 37', 43', 46', 49', 51', 59' | Reporte |        | Árbitro(s): Romain Poite Jueces de touch: Pascal Gaüzère Alexandre Ruiz Television Match Official: Marius Jonker | Árbitro(s): Romain Poite Jueces de touch: Pascal Gaüzère Alexandre Ruiz Television Match Official: Marius Jonker |

| 8 de octubre de 2019, 19:15 | Sudáfrica | 66 – 7  | Canadá                                       | Kobe Misaki Stadium, Kōbe                                                                                 | |
|                             | Tries: de Allende 3' Nkosi 6' Reinach 10', 18', 21' Gelant 28' Steyn 40+1' Brits 55' Willemse 66' Malherbe 73' Conversiones: (8/10) E. Jantjies 3', 12', 20', 22', 29', 40'+2', 56', 68' | Reporte | Try: 46' Heaton Conversión: 48' Nelson (1/1) | Árbitro(s): Luke Pearce Jueces de touch: Angus Gardner Andrew Brace Television Match Official: Rowan Kitt | Árbitro(s): Luke Pearce Jueces de touch: Angus Gardner Andrew Brace Television Match Official: Rowan Kitt |

| 13 de octubre de 2019, 12:15                                                                                                 | Namibia | 0 – 0   | Canadá | Kamaishi Recovery Memorial Stadium, Kamaishi                                                                        | |
| |         | Reporte |        | Árbitro(s): Paul Williams Jueces de touch: Pascal Gaüzère Federico Anselmi Television Match Official: Marius Jonker | Árbitro(s): Paul Williams Jueces de touch: Pascal Gaüzère Federico Anselmi Television Match Official: Marius Jonker |
| Partido cancelado por el tifón Hagibis por lo que se da por terminado con marcador 0-0 y se otorga dos puntos a cada equipo. |         |         |        | | |